# خانية القبيلة الكبرى
خانية القبيلة الكبرى (أولوغ أوردا)  هي إحدى الخانات الناتجة من تفكك خانية القبيلة الذهبية التي وُجدت في منتصف القرن الخامس عشر حتى عام 1502. وقد كانت خانية القبيلة الكبرى متمركزة في وسطها في مدينة سراي. انفصلت كل من خانية أستراخان وخانية القرم عن القبيلة الكبرى منذ تأسيسها، وكانتا معاديتان لها طوال وجودها. كانت هزيمة قوات القبيلة الكبرى في مواجهتها مع الروس بقيادة إيفان الثالث بالقرب من نهر أوجرا بمثابة نهاية النير المغولي لروسيا وهو ما عرف لاحقا باسم المواجهة العظيمة على نهر أورجا.

## تراجع خانية القبيلة الذهبية
أصابت خانية القبيلة الذهبية تحت حكم جوتشي في القرن الرابع عشر تصدعات وفترات من الفوضى السياسية. أنهاها توقتمش في تسعينيات القرن التاسع عشر حيث نجح في تجميع أوصالها ولم تكد الأمور تستتب له حتى تعرضت الخانية لغزوات تيمورلنك المدمرة والتي اضعفتها بشدة وغيرت معالمها السكانية والسياسية.
كانت وفاة إديغو وهو أخر من استطاع توحيد الخانية في عام 1419 بمثابة إحدى المراحل النهائية لأندثار خانية القبيلة الذهبية، حيث تفككت إلى خانيات اصغر حجما وهي خانية نوجاي ‏، وخانية قازان، ولاحقًا خانية قاسيموف ‏ التي انفصلت عن خانية قازان. ادعت كل واحدة من هذه الخانات أنها الخليفة الشرعية لخانية لقبيلة الذهبية. كانت خانية القبيلة الكبرى متمركزة في مدينة سراي في وسط خانية القبيلة الذهبية السابقة، حيث تحكم أراضيها أربع قبائل وهي القيات، ومنغود، وسيسيفود، والقونقيرات. تمت الإشارة إلى خانية القبيلة الكبرى إختصارا باسم Orda ، أو القبيلة، ولكن أصبح من المهم بشكل متزايد تمييز القبائل المختلفة في المنطقة عن بعضها البعض، مما أدى إلى أول ذكر لـ «القبيلة الكبرى» في المصادر في عام 1430 . ويعتقد انه تم استخدام اسم «القبيلة الكبرى» لكي يرتبط مباشرة بالمركز الإداري الاصلي لخانية القبيلة الذهبية والتي كانت قد تقلصت بشكل كبير في تلك الفترة. :13–14

### الحكم المشترك للخانين كوتشوك محمد وسيد أحمد الأول
ابتداءً من ثلاثينيات القرن الرابع عشر، كان الخانين كوتشوك محمد وسيد أحمد الأول ممسكين بالسلطة في خانية القبيلة الكبرى. ولكن خلال هذا الوقت، فقدت الخانية السيطرة على شبه جزيرة القرم حيث تم طرد حاجي جيراي (شقيق دولت بيردي)، الذي سبق أن انتزع السيطرة على شبه جزيرة القرم لنفسه من خانية القبيلة الذهبية المتمركزة في ساراي في أغسطس 1449. استقلت خانات القرم بهذه الطريقة، وهو ما خلق التنافس بين شبه جزيرة القرم والقبيلة العظمى. :15–16طٌرد أولوغ محمد من وسط القبيلة الذهبية في عام 1438 من قِبل كوتشوك محمد، وأُعلن كوتشوك محمد خاناً في ساراي. :300خلال حكم الخانين كوشوك محمد وسيد أحمد الأول، حاول التتار إجبار رعاياهم الروس على دفع الضرائب، وقاموا بغزوهم في 1449، 1450، 1451 و 1452. أدت هذه الهجمات إلى الانتقام من الكومنولث البولندي الليتواني، الذي تحالف مع خانية القرم. وفي الوقت نفسه، وبسبب هيمنة البولنديين على الكومنولث وعدم سعادة الليتوانيين بهذه الهيمنة قَدم مبعوثون من النبلاء الليتوانيين هدايا إلى سعيد أحمد لإغرائه بغزو الكومنولث، وهو الذي حدث بالفعل حيث غزا بولندا وليتوانيا عام 1453. وفي عام 1455، هاجم أهالي القرم مدينة ساراي مرة أخرى، مما أجبر سعيد أحمد على الفرار إلى كييف. ومع ذلك، سارعت قوة بقيادة أندريه أودرو إلى كييف وتمكنت من أسره، وبقي مسجوناً حتى وفاته. تشمل الغارات الإضافية غارة التتار على بودوليا في عام 1457 والتي انتهت بانتصار التتار، وغارة أخرى في 1459 على موسكو (انتهت بانتصار سكان موسكو)  :303–5

## أحفاد كوتشوك محمد
خلف كوتشوك محمد إبنه محمود بن كوتشوك عام 1459. أٌغتصب عرش محمود من قِبل شقيقه أحمد خان بن كوشوك عام 1465. فتوجه محمود الذي فقد عرشه إلى أستراخان، وانفصل وشكل خانات أستراخان. أدى ذلك إلى خلق تنافس بين الخانات، وانتهى باحتلال أحفاد أحمد عرش أستراخان عام 1502. :16و في عام 1469 هاجم أحمد وقَتل الأوزبكي أبو الخير خان. وفي صيف عام 1470، نظم أحمد هجومًا على مولدافيا ومملكة بولندا وليتوانيا. وبحلول 20 أغسطس، هَزمت القوات المولدافية بقيادة شتيفان الكبير التتار في معركة ليبنيك. وبحلول سبعينيات القرن التاسع عشر، توقف سكان موسكو عن دفع الجزية للخانية في ساراي، لكنهم استمروا في الحفاظ على العلاقات الدبلوماسية معهم. :70 في عامي 1474 و 1476، أصر أحمد على أن يعترف إيفان الثالث ملك روسيا بالخان على أنه سيده. في عام 1480، نظم أحمد حملة عسكرية ضد موسكو، مما أدى إلى مواجهة بين الجيشين وهو ما عرف باسم المواجهة العظيمة على نهر أورجا. ادرك الخان أحمد أن الظروف غير مواتية وتراجع بجيشه. وقد أنهى هذا الحادث رسمياً «النير المغولي» فوق الأراضي الروسية. وفي 6 كانون الثاني (يناير) 1481، قُتل أحمد على يد إيباك خان، أمير خانية سيبير، والنوغاييّون عند مصب نهر دونيتس. 
خانية القرم، التي أصبحت دولة تابعة للإمبراطورية العثمانية عام 1475، أخضعت ما تبقى من القبيلة الكبرى، ونهبت مدينة ساراي في عام 1502.
توفي آخر خان للقبيلة الكبرى وهو الشيخ أحمد في سجن كاوناس الليتواني وذلك بعد لجوئه إلى ليتوانيا في وقت ما بعد عام 1504. وذكرت مصادر أخرى إطلاق سراحه من سجنه في ليتوانيا عام 1527. 

## خانات القبيلة الكبرى
1. كوتشوك محمد (1435-1459) [10] :556
2. محمود بن كوتشوك (1459-1465) [10] :556
3. أحمد خان بن كوتشوك (1465-1481) [10] :556
4. مرتضى خان (حكم مشترك) مع الشيخ أحمد (1481-1498) [10] :556
5. مرتضى خان (1499) [10] :556
6. الشيخ أحمد (1499-1502) [10] :556

## استخدامات أخرى
اعتبرت خانية القرم دولتها الوريث والخليفة القانوني للقبيلة الذهبية ودشت قبجاق، ولذلك أطلقوا على أنفسهم اسم خانات «القبيلة العظيمة والدولة العظيمة وعرش شبه جزيرة القرم».